# مايكل كوستيلو
مايكل كوستيلو (بالإنجليزية: Michael Costello)‏ هو مصمم أزياء أمريكي، ولد في 20 يناير 1983 في شيرمان أوكس في الولايات المتحدة.

## وصلات خارجية
- الموقع الرسمي
- مايكل كوستيلو على موقع IMDb (الإنجليزية)
- مايكل كوستيلو على موقع قاعدة بيانات الفيلم (الإنجليزية)